# 幸町 (大阪市)
幸町（さいわいちょう）は、大阪府大阪市浪速区の町名。現行行政地名は幸町一丁目から幸町三丁目。

## 地理
浪速区の北東部に位置し、東に湊町、三丁目の西側の南に木津川、三丁目の西側以外、一丁目と二丁目の南に桜川、川を挟んで北と西に西区と接している。

### 河川
- 道頓堀川

## 歴史
1698年（元禄11年）の堀江新地33町の開発によって、道頓堀川の南岸に幸町1 - 5丁目が成立した。1872年（明治5年）に幸町通1 - 5丁目に改称。1967年（昭和42年）にあみだ池筋以西を幸町3 - 5丁目に改称。1980年（昭和55年）に幸町1 - 3丁目に改編され、現在に至る。
当初は西区に所属していたが、1943年（昭和18年）に浪速区へ転属となった。

## 世帯数と人口
2019年（平成31年）3月31日現在の世帯数と人口は以下の通りである。
| 丁目       | 世帯数    | 人口    |
| ---------- | --------- | ------- |
| 幸町一丁目 | 775世帯   | 1,169人 |
| 幸町二丁目 | 1,214世帯 | 1,675人 |
| 幸町三丁目 | 1,302世帯 | 1,768人 |
| 計         | 3,291世帯 | 4,612人 |

### 人口の変遷
国勢調査による人口の推移。
| 1995年（平成7年）  | 2,924人 | [ 5 ] |  |
| 2000年（平成12年） | 3,191人 | [ 6 ] |  |
| 2005年（平成17年） | 4,172人 | [ 7 ] |  |
| 2010年（平成22年） | 4,237人 | [ 8 ] |  |
| 2015年（平成27年） | 4,935人 | [ 9 ] |  |

### 世帯数の変遷
国勢調査による世帯数の推移。
| 1995年（平成7年）  | 1,581世帯 | [ 5 ] |  |
| 2000年（平成12年） | 1,795世帯 | [ 6 ] |  |
| 2005年（平成17年） | 2,552世帯 | [ 7 ] |  |
| 2010年（平成22年） | 3,030世帯 | [ 8 ] |  |
| 2015年（平成27年） | 3,333世帯 | [ 9 ] |  |

## 事業所
2016年（平成28年）現在の経済センサス調査による事業所数と従業員数は以下の通りである。
| 丁目       | 事業所数  | 従業員数 |
| ---------- | --------- | -------- |
| 幸町一丁目 | 77事業所  | 583人    |
| 幸町二丁目 | 138事業所 | 1,876人  |
| 幸町三丁目 | 77事業所  | 738人    |
| 計         | 292事業所 | 3,197人  |

## 交通

### 鉄道
- 大阪市高速電気軌道千日前線・阪神電気鉄道阪神なんば線
桜川駅（所在地は、桜川であるが、出入り口の一部は、幸町で設置されている。）

### 道路
- 大阪府道29号大阪臨海線
- 大阪府道41号大阪伊丹線
- 千日前通

## 施設
- りそな銀行 桜川支店
- 大阪シティ信用金庫 桜川支店
- なにわ病院
- スマイルホテルなんば

## その他

### 日本郵便
- 〒556-0021[3]（集配局：浪速郵便局[11]）